# ナガバエビモ
ナガバエビモ (Potamogeton praelongus) は、頑丈でさび色の斑点のある地下茎を持つ水草である。葉が茎からジグザグに生えて、また固く白っぽい托葉を持っていることから、他のヒルムシロ属から比較的容易に区別できる。